# Route nationale 361
Pour les articles homonymes, voir Route 361.
La route nationale 361, ou RN 361, était une route nationale française reliant Bavay à Saint-Remy-Chaussée. Elle suivait le tracé d'une ancienne voie romaine et était appelée Chaussée Brunehaut. Entre Les Quatre-Bras et Aulnoye-Aymeries, elle était en commun avec la RN 359.
À la suite de la réforme de 1972, la RN 361 a été déclassée en RD 961 excepté l'ancien tracé commun avec la RN 359 qui a été renuméroté RD 959.

## Ancien tracé de Bavay à Saint-Remy-Chaussée (D 961)
- Bavay D 961
- Louvignies-Bavay
- Quêne-au-Leu, commune d'Audignies
- Pont-sur-Sambre D 961
- Les Quatre-Bras, communes d'Aulnoye-Aymeries et de Bachant D 959
- Aulnoye-Aymeries D 961
- Saint-Remy-Chaussée D 961